# 平壌北道
もしかして
- 平安北道

ではありませんか？